# Ryōtei

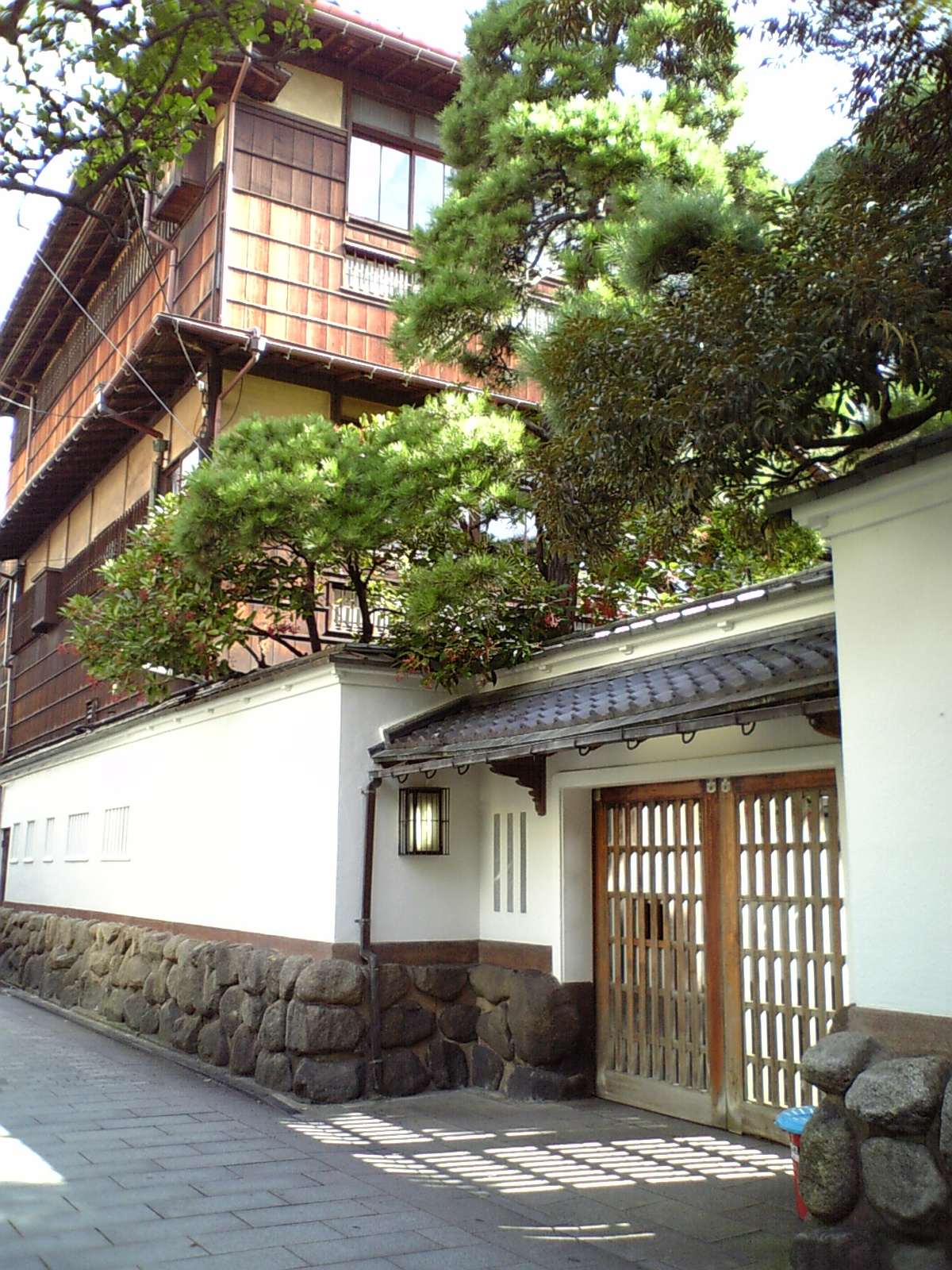
Das Ryōtei Nabechaya – 鍋茶屋 – in Niigata

Als Ryōtei (jap. 料亭) werden sehr teure und traditionelle japanische Restaurants bezeichnet. Von außen sehen sie oft wie traditionelle japanische Wohnhäuser aus.
Um ein Ryōtei besuchen zu können, muss man meist von einem Stammgast empfohlen worden sein. Das Essen wird traditionell von einer im Kimono gekleideten Bedienung serviert. Die Speisen selbst werden in künstlerisch zubereiteten kleinen Portionen auf wertvollem Geschirr serviert.